# Bragelogne-Beauvoir
Bragelogne-Beauvoir är en kommun i departementet Aube i regionen Grand Est (tidigare regionen Champagne-Ardenne) i nordöstra Frankrike. Kommunen ligger  i kantonen Les Riceys som ligger i arrondissementet Troyes. År 2022 hade Bragelogne-Beauvoir 221 invånare.

## Befolkningsutveckling
Antalet invånare i kommunen Bragelogne-Beauvoir
Referens: INSEE